# Melicharia bukitara
Melicharia bukitara är en insektsart som beskrevs av Medler 1996. Melicharia bukitara ingår i släktet Melicharia och familjen Flatidae. Inga underarter finns listade i Catalogue of Life.